# Kevin Staut
Kevin Staut (Le Chesnay, 15 novembre 1980) è un cavaliere francese specialista nel salto ostacoli.

## Biografia
Kevin Stauts è uno dei cavalieri più importanti della Francia. Ha cominciato a montare a cavallo all'età di 10 anni seguendo le orme di sua madre, amazzone a livello nazionale.
Nel 1996 Kevin ha iniziato a migliorarsi entrando a far parte della scuderia di Michel Hécart dove ha potuto montare cavalli di ottima qualità.
Nel 2000 vince la sua prima medaglia internazionale agli europei Young Rider e decide di trasferire la sua base in Belgio.
Nel 2002 torna in Francia mettendo in piedi il suo centro equestre nella sua regione, in Normandia, utilizzando le scuderie che aveva costruito suo nonno, e vi rimane fino al 2008, anno in cui decide di trasferire la sua attività in una struttura vicino a Nantes, prima di passare nuovamente in Belgio nel 2010, nelle scuderie Ecaussinnes. Successivamente ha però optato per tornare in Normandia.
Dopo ottimi risultati nelle gare internazionali di 1,60 m viene convocato ai campionati europei del 2009, dove ha vinto la sua prima medaglia seniores, collezionando un oro individuale. Da allora è stato argento a squadre ai WEG (Campionati Mondiali di salto ostacoli) del 2010 e sempre argento a squadre a quelli del 2014, inoltre ha vinto un argento a squadre anche agli europei del 2011.
La sua vittoria più importante però è sicuramente la medaglia d'oro a squadre ai Giochi della XXXI Olimpiade (Rio 2016), squadra composta oltre a lui da altri grandi cavalieri francesi: Philippe Rozier, Roger Yves Bost e l'amazzone Penelope Leprevost.

## Medagliere
- Olimpiadi a squadre: 1 oro
- Mondiali a squadre: 2 argenti
- Europei Individuale: 1 oro
- Europei a squadre: 1 argento